# Wang Lili
Wang Lili (født 8. september 1992) er en kinesisk basketballspiller som deltog i de olympiske lege 2020.